# Elisabetta Dejana
Elisabetta Dejana (Bologna, 21 novembre 1951) è una biologa italiana, esperta di regolazione dello sviluppo del sistema vascolare.
È autrice di numerose pubblicazioni e per questo è frequentemente citata per il suo lavoro. Ha ricevuto diversi importanti riconoscimenti. Dejana è professore ordinario all'Università degli Studi di Milano ed è stata anche nominata professore ordinario presso il Dipartimento di Immunologia, Genetica e Patologia dell'Università di Uppsala in Svezia .

## Biografia

### Istruzione
Elisabetta Dejana è nata il 21 novembre 1951 a Bologna, in Italia. Ha conseguito il dottorato (summa cum laude) presso l'Università di Bologna in scienze biologiche.

### Carriera
Tra il 1977 e il 1979, Dejana è stata borsista post-dottorato presso il Dipartimento di Patologiadella McMaster University, a Hamilton, Ontario, Canada. Dal 1979 al 1983 è stata ricercatrice presso il laboratorio di farmacologia cardiovascolare dell'Istituto per la Ricerca Farmacologica Mario Negri di Milano. Nel 1983 è diventata capo dell'unità di fisiopatologia vascolare dello stesso istituto. Nel 1988 è diventata visiting scientist presso il Dipartimento di Patologia della Harvard Medical School di Boston, USA. Nel 1989 è stata visiting scientist presso la Hadassah Medical School di Gerusalemme . Ritornata a Milano, ha avviato il laboratorio di biologia vascolare che ha diretto fino al 1993.
Contemporaneamente allo studio della biologia delle cellule vascolari, Dejana iniziò ad occuparsi anche dell'angiogenesi, il processo mediante il quale si formano nuovi vasi sanguigni in un embrione e durante la crescita di un tumore. Il blocco della formazione dei vasi sanguigni in un cancro può fornire un mezzo per fermare la crescita del cancro. L'idea è che, se affamato, il tumore si ridurrà e diventerà più suscettibile al trattamento. Numerose le ricerche svolte su questo argomento dal 1993 al 1996 come direttrice del laboratorio di ematologia del Centre d'Études Nucléaires a Grenoble, Francia, mentre insegnava a Parigi. Ritornata in Italia, ha partecipato a un progetto della Fondazione Italiana per la Ricerca sul Cancro (FIRC) per la creazione di un nuovo istituto dedicato alla ricerca sul cancro e, quando è stato fondato l'Istituto di Oncologia Molecolare (IFOM) a Milano, è stata tra i primi scienziati ad allestire lì il suo laboratorio. Ha diretto un programma di ricerca IFOM per studiare l'angiogenesi e sviluppare strategie terapeutiche per inibire la crescita tumorale; è a capo del programma dal 2000.
Per quanto riguarda l'insegnamento, Dejana ha tenuto corsi di biologia vascolare presso diverse Università europee. Nel 1998 è diventata Professore Associato di Patologia Generale presso l'Università dell'Insubria a Varese, Italia. Dal 2002 ricopre la carica di professore ordinario presso l'Università degli Studi di Milano. È stata anche nominata professore ordinario presso il Dipartimento di Immunologia, Genetica e Patologia dell'Università di Uppsala, in Svezia.

## Premi e riconoscimenti
Dejana ha ricevuto nella sua carriera numerosi premi illustri:
- 1996. Premio della Società Internazionale di Trombosi ed Emostasi Parigi, Francia
- 1997. Premio Fondazione Wenner-Gren, Stoccolma, Svezia
- 1999. Premio Johns Hopkins in Biologia Vascolare del Polmone
- 2007. Premio William Harvey Outstanding Contribution to Science[6]
- 2010. Laurea honoris causa in medicina presso l'Università di Helsinki, Finlandia
- 2013. Premio dell'Unione internazionale delle scienze fisiologiche, Birmingham, Regno Unito
- 2014. Premio Ippocrate per la Divulgazione della Scienza, Italia
- 2014. Premio Feltrinelli per l'eccellenza scientifica, Accademia dei Lincei, Roma[7]
- 2014. Laurea honoris causa in Medicina presso l'Università di Francoforte, Germania
- 2016. Organizzazione di biologia vascolare nordamericana - Premio Earl P. Benditt, Boston, USA[3]
- 2016. Grand Prix scientifique de la Fondation Lefoulon-Delalande, Parigi (condiviso con Elisabeth Tournier-Lasserve).[8]
- 2018. Prix International de l'INSERM, Parigi, Francia[5]
- 2019. Vincitrice del premio Medaglia dell'Organizzazione europea di biologia vascolare (EVBO), Maastricht

Dejana è, inoltre, membro di numerosi comitati consultivi scientifici.

## Pubblicazioni
Elisabetta Dejana è autrice di oltre 400 articoli scientifici pubblicati su riviste internazionali peer-reviewed. Il suo studio sulla scoperta della VE-caderina come componente proteico chiave delle giunzioni di aderenza cellula-cellula ha portato alla pubblicazione di oltre 2100 articoli relativi alla VE-caderina in riviste peer-reviewed. Di seguito alcuni articoli dei quali Dejana è autrice: